# فرنسيس أ. وينسلو
فرنسيس أ. وينسلو (بالإنجليزية: Francis A. Winslow)‏ هو قاضي ومحامي أمريكي، ولد في 13 أكتوبر 1866 في أوسينينغ في الولايات المتحدة، وتوفي في 29 مارس 1932 في يونكيرس في الولايات المتحدة.